# Mesoleptus ripicola
Mesoleptus ripicola là một loài tò vò trong họ Ichneumonidae.